# Brigitta Schütt
Brigitta Schütt (* 30. April 1963 in Rees) ist eine deutsche Geographin und Professorin für Physische Geographie am Institut für Geographische Wissenschaft der Freien Universität Berlin.

## Werdegang
Brigitta Schütt studierte bis 1988 Geographie auf Diplom an der Universität Würzburg und promovierte anschließend an der RWTH Aachen. 1998 wurde sie an der Universität Trier habilitiert.
Nach Leitung des Faches Physische Geographie an der Universität Trier von 2000 bis 2002 sowie einer Gast-Professur für Physische Geographie an der Universität Bonn im Jahr 2002, hält sie seit Ende 2002 den Lehrstuhl für Physische Geographie an der Freien Universität Berlin inne.
Brigitta Schütt war von 2010 bis 2018 Vizepräsidentin der FU Berlin. Sie wurde 2012 Mitglied der Kommission für Geomorphologie der Bayerischen Akademie der Wissenschaften.

## Forschung
Ihre Forschungsschwerpunkte liegen in den Bereichen Paläoumwelt-Rekonstruktion, das jungquartäre Paläoklima, Umweltgeschichte, Bodenerosion und die Bewirtschaftung von Wassereinzugsgebieten.
Einer ihrer Forschungsschwerpunkte ist die Bewertung des Einflusses traditioneller Techniken der Landbewirtschaftung auf den Landschaftshaushalt und die Kulturlandschaftsentwicklung. Durch die Kombination der Analyse aktueller Prozesse, wie beispielsweise zur Bodenerosion, mit umweltgeschichtlicher Forschung, sollen über eine entsprechende Modellierung zukünftige Entwicklungen der natürlichen Ressourcen etwa zur Wasserverfügbarkeit vorausgesagt werden können.

## Auszeichnungen
- 2012 wurde Brigitta Schütt Mitglied (Matrikel-Nr. 7477) in der Sektion Geowissenschaften der Nationalen Akademie der Wissenschaften Leopoldina[3]

- Seit 2012 ist sie Mitglied der Kommission für Geomorphologie der 
Bayerischen Akademie der Wissenschaften

- 2007 Habilitationsstipendium der Deutschen Forschungsgemeinschaft